# Taryfa celna
Taryfa celna – wykaz towarów z przypisanymi do nich stawkami celnymi. 
Polska wraz z krajami członkowskimi Unii Europejskiej tworzy unię celną, co oznacza, że taryfy celne są ustalane przez Dyrekcję Generalną Podatków i Unii Celnej w systemie TARIC. Informacje o stawkach celnych obowiązujących w Polsce można uzyskać za pomocą systemu ISZTAR, który integruje informacje systemu TARIC z innymi bazami, dotyczącymi środków pozataryfowych.